# موراکامی، نیگاتا
موراکامی در استان نیگاتا در کشور ژاپن واقع شده‌است که دارای جمعیت ۳۰٬۱۹۷ نفر و مساحت ۱۴۲٫۱۲ کیلومتر مربع با تراکم جمعیت ۲۱۲ نفر در کیلومترمربع است و در تاریخ ۳۱ مارس ۱۹۵۴ به عنوان شهر شناخته شد.